# Josef Durstewitz
Josef Durstewitz (* 24. Juli 1928 in Heilbad Heiligenstadt; † 19. Dezember 1972 in Bad Hersfeld) war ein deutscher Verwaltungsjurist und Staatssekretär im Hessischen Finanzministerium.
Josef Durstewitz studierte Jura und wurde 1954 an der Universität Göttingen mit einer Arbeit über Die Rechtsvermutung der Unschuld (in dubio pro reo) promoviert. Er übernahm 1963 die Leitung der hessischen Landesfinanzschule in Rotenburg an der Fulda. Politisch engagierte er sich in der SPD, für die er bei der Bundestagswahl 1965 erfolglos auf der hessischen Landesliste kandidierte. 1969 wechselte er als Staatssekretär in das Finanzministerium unter Staatsminister Rudi Arndt.
Eine Straße in Rotenburg trägt heute seinen Namen.